# Mineral Point (Missouri)
Mineral Point és una població dels Estats Units a l'estat de Missouri. Segons el cens del July 2008 tenia 385 habitants.

## Demografia
Segons el cens del 2000, Mineral Point tenia 363 habitants, 130 habitatges, i 89 famílies. La densitat de població era de 560,6 habitants per km².
Dels 130 habitatges en un 40% hi vivien nens de menys de 18 anys, en un 44,6% hi vivien parelles casades, en un 19,2% dones solteres, i en un 30,8% no eren unitats familiars. En el 25,4% dels habitatges hi vivien persones soles el 12,3% de les quals corresponia a persones de 65 anys o més que vivien soles. El nombre mitjà de persones vivint en cada habitatge era de 2,79 i el nombre mitjà de persones que vivien en cada família era de 3,33.
Per edats la població es repartia de la següent manera: un 32,2% tenia menys de 18 anys, un 9,6% entre 18 i 24, un 26,7% entre 25 i 44, un 21,8% de 45 a 60 i un 9,6% 65 anys o més.
L'edat mediana era de 31 anys. Per cada 100 dones de 18 o més anys hi havia 85 homes.
La renda mediana per habitatge era de 15.455 $ i la renda mediana per família de 16.591 $. Els homes tenien una renda mediana de 24.583 $ mentre que les dones 18.750 $. La renda per capita de la població era de 8.365 $. Entorn del 36,5% de les famílies i el 40,4% de la població estaven per davall del llindar de pobresa.

## Poblacions més properes
El següent diagrama mostra les poblacions més properes.